# Faro de Punta de Sa Creu
El faro de Punta de Sa Creu es un faro situado sobre un promontorio en la entrada este del puerto de Sóller, en la isla de Mallorca, Islas Baleares, España.

## Historia

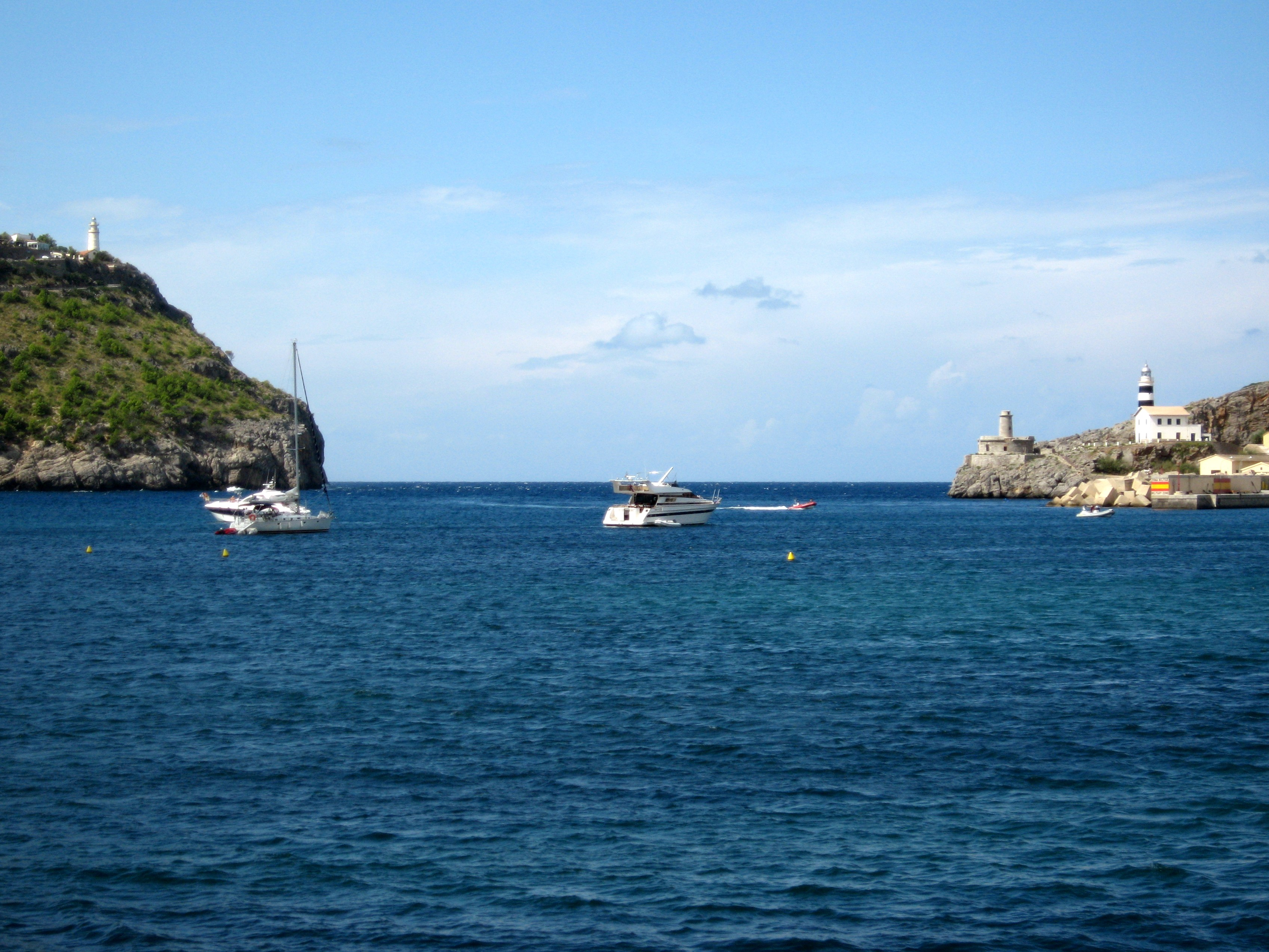
Bocana del puerto natural de Sóller en la que se aprecia a la izquierda el faro de Cabo Gros y a la derecha los faros de Punta de Sa Creu.

Fue proyectado en 1862 como faro de 6º orden y ya desde esa fase se manifestó la preocupación por una chimenea en la roca donde se asentaría el faro que tenía comunicación con el mar. Después de construido se comprobó efectivamente que dicha chimenea, en días de temporal y fuerte oleaje proyectaba una columna de agua sobre faro, además de producir en él intensos temblores. Incluso el farero consideraba peligrosa la estancia en el faro y trasladaba a su familia durante esos días. En 1923 se habilitaron las viviendas provisionales usadas por los obreros durante la construcción del primitivo faro para usarlas como residencia permanente.
En 1928 se inició la construcción de un nuevo faro en un emplazamiento cercano pero más seguro terminándose las obras en 1930. Sin embargo no se podría en funcionamiento hasta el 6 de junio de 1945.

## Características
El faro emite un destello de luz blanca en un ciclo de 2,5 segundos. Sólo es visible en el sector entre 088° y 160°. Su alcance nominal nocturno es de 13 millas náuticas.